# Schüpfheim
Schüpfheim (toponimo tedesco) è un comune svizzero di 4 269 abitanti del Canton Lucerna, nel distretto di Entlebuch.

## Storia
Dal suo territorio nel 1836 è stata scorporata la località di Flühli, divenuta comune autonomo. Schüpfheim è stato capoluogo del distretto di Entlebuch sino al 2012.

## Monumenti e luoghi d'interesse
- Chiesa parrocchiale cattolica dei Santi Giovanni e Paolo, eretta nel 1805 da Niklaus Purtschert[3];
- Chiesa riformata, eretta nel 1913[3].

## Società

### Evoluzione demografica
L'evoluzione demografica è riportata nella seguente tabella:
Abitanti censiti

## Economia
L'economia locale trae impulso principalmente dal settore terziario.

## Infrastrutture e trasporti
Schüpfheim è servito dalla stazione ferroviaria omonima delle Ferrovie Federali Svizzere, sulla linea Berna-Lucerna.